# Palácio do Arsenal do Kremlin

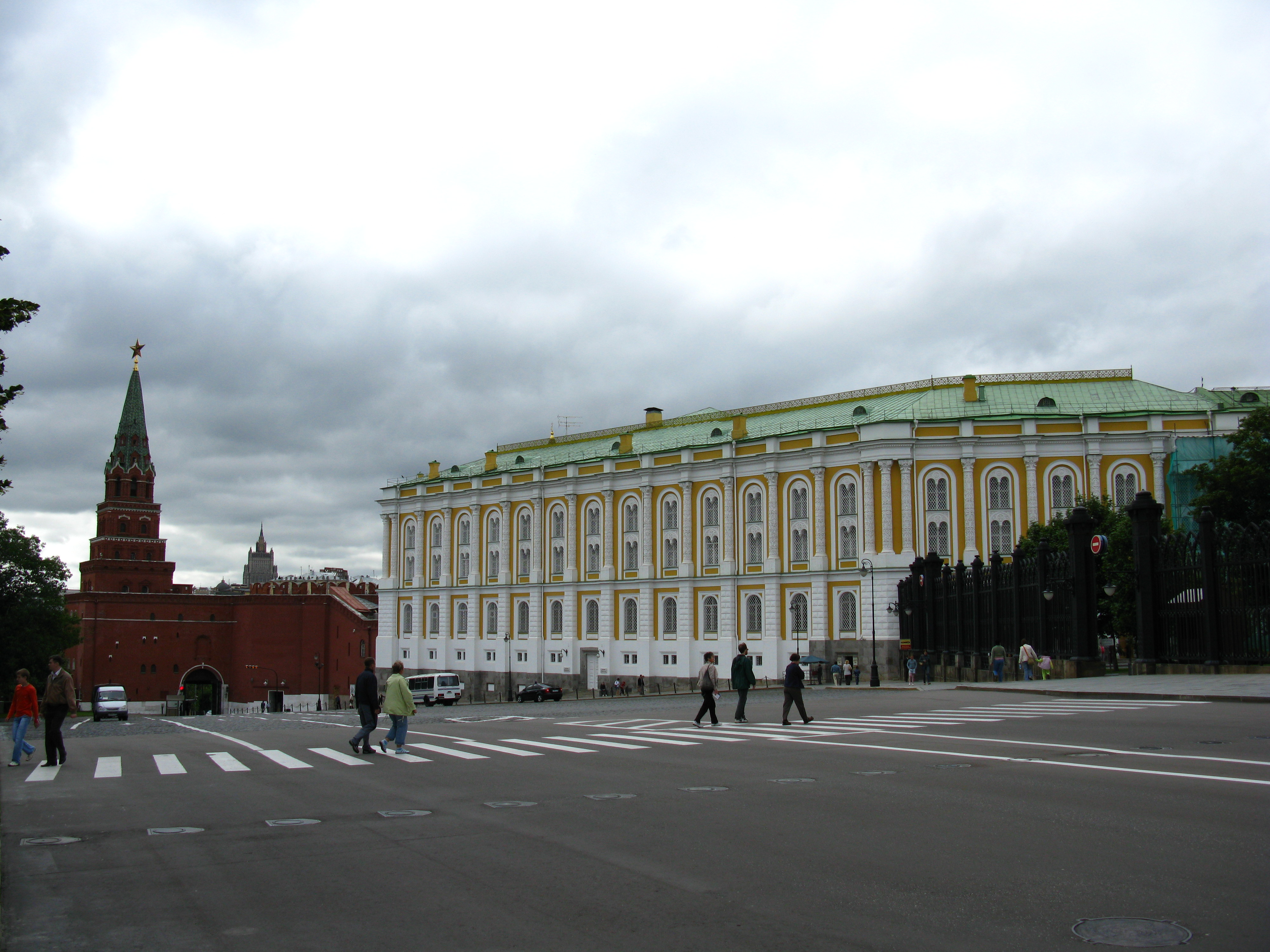
Fachada do Palácio do Arsenal do Kremlin, com a Torre Borowizki à esquerda.

O Palácio do Arsenal do Kremlin (em russo: Оружейная палата Московского Кремля) é um edifício de Moscovo onde está instalado um dos mais famosos museus de Artes Aplicadas da Rússia. Fica situado no território do Kremlin da capital russa, a parte mais antiga da cidade. O edifício, onde actualmente se exibem exposições, data do ano de 1851. Nos dois pisos do palácio encontram-se, entre outras coisas, armas históricas, peças de joalharia, insígnias reais (incluindo o famoso Gorro dos Monarcas) e peças exclusivas de artesanato em ouro e prata datadas entre o século XIII e o século XIX. No mesmo edifício também está a exposição estatal permanente do Fundo dos Diamantes, com peças particularmente valiosas de joalharia artesanal, relíquias dos czares e raras gemas preciosas.
O Palácio do Arsenal está situado na parte sudoeste do Kremlin, perto da sua entrada sob a Torre Borowizki. Actualmente pode  ser visto tanto por grupos organizados como por visitantes individuais, custando o bilhete de entrada regular cerca de 700 rublos. Globalmente, e sem contar com o Fundo dos Diamantes, o Palácio do Arsenal contém mais de 4.000 peças em exposição.

## História e arquitectura

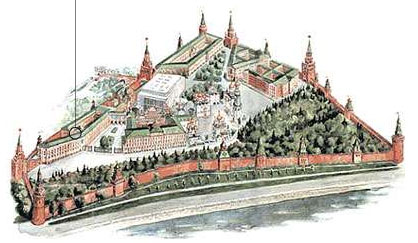
Localização do Palácio do Arsenal na planta do Kremlin de Moscovo.

Inicialmente, o arsenal teve origem numa grande quantidade de oficinas no Kremlin de Moscovo, nas quais foram fabricadas as armas da corte residente dos czares russos, especialmente exemplares de lâminas e armas de fogo, assim como equipamentos auxiliares, como escudos, armaduras elmos ou cotas de malha. O arsenal do Kremlin foi fundado por volta do século XV ou início do século XVI, tendo aparecido referenciado pela primeira vez num documento escrito em 1547, quando um incêndio destruiu grande parte do seu conteúdo. 
No século XVII, sob o reinado do primeiro czar da Dinastia Romanov, o quadro do arsenal do Kremlin comportava muitos mais mestres que um século antes. Trabalhavam aqui artistas especializados no artesanato de ferro, prata e ouro, assim como joalheiros e pintores de ícones, vindos de diferentes partes do Czarado da Rússia e de outros países europeus. Já nessa época, eram manufacturados não só armas e acessórios, mas também objectos representativos de uso quotidiano. Os produtos manufacturados no arsenal eram artisticamente concebidos - utilizando muitas vezes pedras e metais preciosos - o que, actualmente, permite a cada visitante lembrar a antiga grandeza e luxo da corte dos czares.

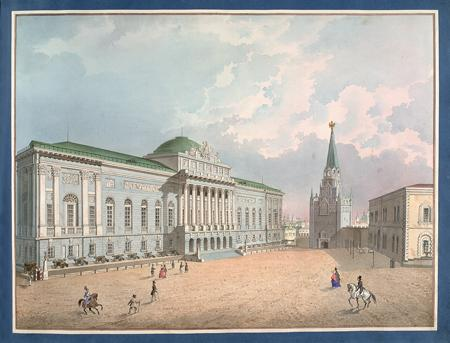
Aspecto do antigo edifício do arsenal em 1852, com a Tróitskaya (Torre da Trindade) ao fundo.

A transformação da original oficina da corte, com a respectiva acumulação de obras de arte aplicada ao longo dos séculos, num museu começou no início do século XVIII, quando a corte do czar foi transferida do Kremlin de Moscovo para a nova capital imperial, São Petersburgo, durante o reinado de Pedro, o Grande. A partir de então, também passaram a ser fabricados objectos de uso quotidiano e relíquias em São Petersburgo. No entanto, originalmente não estava previsto que os produtos históricos manufacturados em Moscovo fossem visitados pelo público. Só durante o reinado de Alexandre I foi construído um edifício independente - igualmente no recinto do Kremlin de Moscovo - destinado à conservação e exposição das peças do arsenal. Esse edifício, um palácio em estilo classicista inicial com uma série de colunas no portal de entrada, acima do qual se erguia uma cúpula, foi executado entre 1806 e 1812 pelo arquitecto Iwan Jegotow (também responsável, entre outras coisas, pela estruturação do parque do Palácio Tsaritsyno). Erguia-se nas proximidades da Tróitskaya (Torre da Trindade), no local onde actualmente se situa o Palácio Estatal do Kremlin, como se pode ver na imagem ao lado.
No entanto, este edifício museológico rapidamente se mostrou pequeno para o crescente espólio do arsenal. Assim, três décadas depois, já durante o reinado do Czar Nicolau I, foi decidida a construção dum novo edifício para a exposição do arsenal. A sua concepção foi confiada ao bem conhecido arquitecto Konstantin Ton. Mais ao menos ao mesmo tempo, também foi encomendada a Ton a construção duma nova residência dos czares no Kremlin de Moscovo. Para tal, foi disponibilizada uma grande parcela de terreno nas proximidades do Portão Borowizki, na encosta do monte do Kremlin junto à margem do Rio Moscova. O Grande Palácio do Kremlin, que englobou outros palácios já existente formando um complexo palaciano, foi construído por Ton entre 1838 e 1849, enquanto o novo Palácio do Arsenal, com os seus dois pisos, foi erguido entre 1844 e 1849.

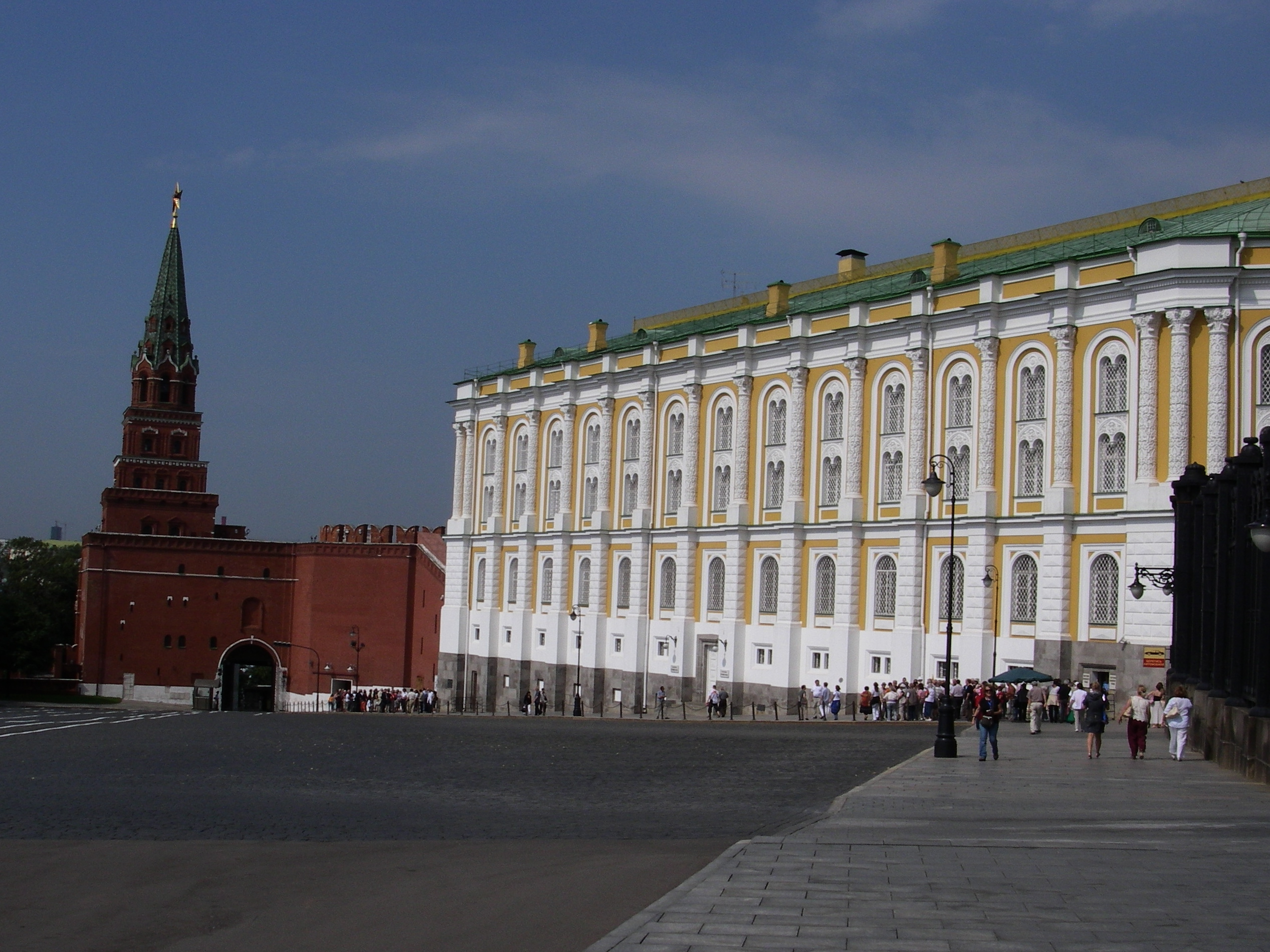
Fachada do Palácio do Arsenal.

Estilisticamente, Ton concebeu ambos os edifícios de forma análoga, ou seja, de acordo com o austero estilo neoclássico dos edifício administrativos de representação, com fachadas que apresentam equilibradas filas de janelas com encaixes ornamentados e detalhes decorativos pouco abundantes (como filas de colunas esculpidas). Os espaços interiores foram esplendidamente concebidos, de acordo com o perfil dum palácio; as salas de cerimónia no segundo andar, onde actualmente se encontra a maior parte da exposição, foram caracterizadas por altas abóbadas apoiadas por colunas, com diversas cores a variar de sala para sala, assim como ornamentos de parede com medalhões de mármore representando príncipes e czares russos (manufacturados originalmente, na década de 1770, pelo escultor Fedot Schubin).
Depois da abertura do novo Palácio do Arsenal, em 1851, o antigo edifício do museu, datado de 1812, teve uso militar durante algumas décadas. No final da década de 1950 acabou por ser demolido para deixar espaço livre para a construção do Palácio Estatal do Kremlin (na época chamado de Palácio de Congressos do Kremlin).
Depois da Revolução de Outubro de 1917, o espólio do arsenal, bem como outros tesouros do Kremlin, caiu sob o controle do novo poder estatal dos bolcheviques. O museu permaneceu encerrado durante vários anos, mas, em 1924, abriu novamente as suas portas como um "Museu de Arte Aplicada". Entre os produtos históricos de joalheiros e mestres de ferro forjado, vieram para aqui grandes quantidades de peças transferidas de diversas igrejas e palácios do Kremlin. O museu foi encerrado durante a Segunda Guerra Mundial, uma vez que a maior parte do acervo foi evacuada para os Urais, como prevenção no caso de ocorrer uma eventual tomada de Moscovo pela Wehrmacht. Em meados da década de 1950 o museu foi reaberto, ostentando desde então o seu nome histórico - Arsenal do Estado.

## Exposições
A entrada principal do Palácio do Arsenal conduz ao piso inferior, onde se encontram guarda-roupas, lojas de recordações e balcões de venda de bilhetes. A exposição prossegue por uma escadaria que leva ao piso superior, instalações ocupadas actualmente pelo Fundo dos Diamantes; também é ali que se encontra a sua recepção. Uma outra escadaria conduz os visitantes, em primeiro lugar, ao átrio do primeiro andar. Contudo, as visitas guiadas começam, geralmente, pelas salas de exposição do segundo andar. O percurso é feito, a partir do átrio do primeiro andar, por uma escadaria de cerimónia com corrimões em mármore.

### Segundo andar

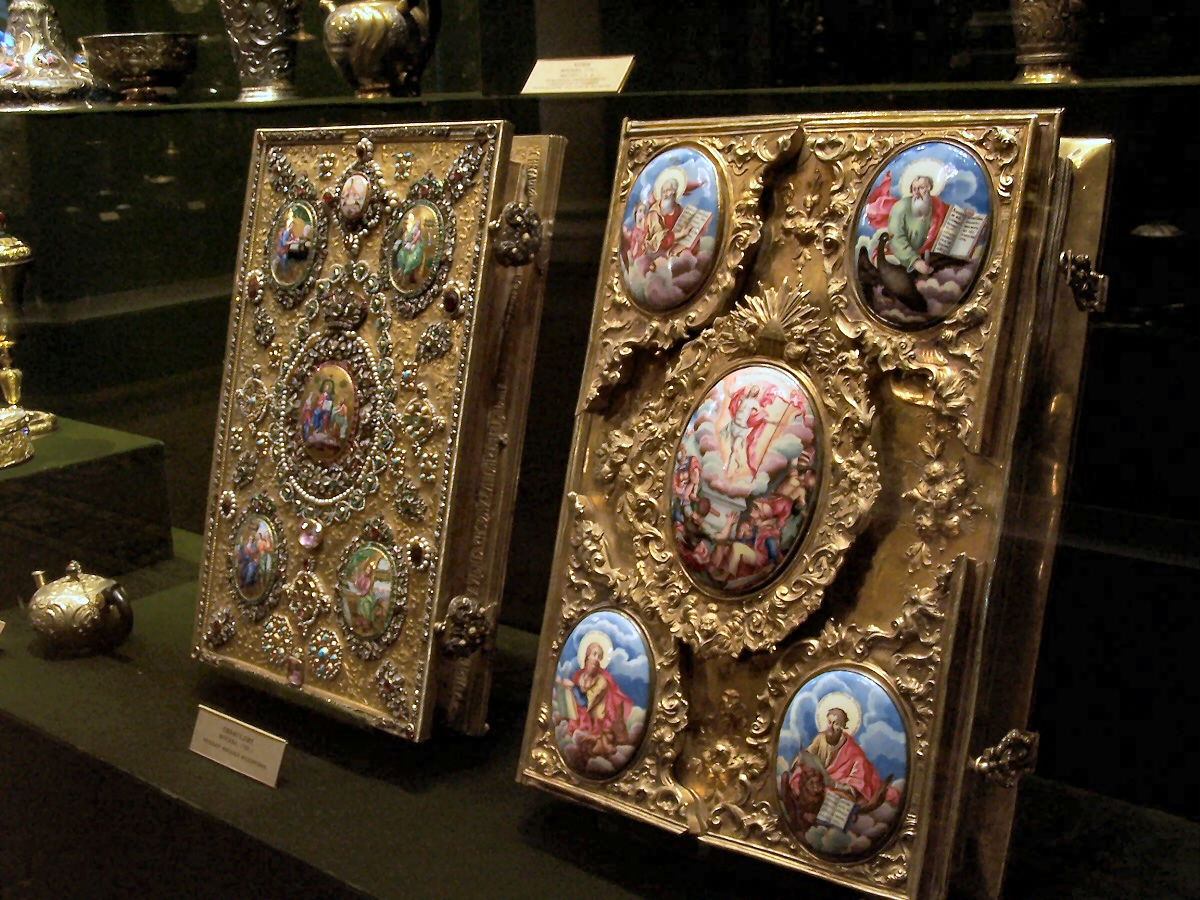
Livros em exibição no segundo andar do Palácio do Arsenal.

Os espaços de exposição do segundo andar do Palácio do Arsenal atingem um total de cinco salas. O foco encontra-se nas armas históricas, assim como nos metais preciosos trabalhados artisticamente como objectos de uso quotidiano e utensílios da igreja, pertencentes antigamente à corte dos czares ou aos palácios, igrejas e mosteiros do Kremlin. A partir do vestíbulo da escadaria acede-se à primeira sala, a qual exibe uma extensa colecção de tesouros da Igreja e objectos em ferro forjado datados do século XI ao século XVII. Entre os objectos mais antigos em exposição no Palácio do Arsenal encontra-se um ícone bizantino de São Demétrio de Tessalónica, datado do século XI, que pertencia no século XIV ao Grão-príncipe de Moscovo Demétrio da Rússia. Também do século XI é um cálice proveniente da Catedral da Transfiguração, da cidade de Pereslavl-Zalessky. Grande parte das peças expostas no primeiro salão é proveniente das igrejas do Kremlin: da antiga sacristia da Catedral da Anunciação veio, por exemplo, uma cópia manuscrita do Evangelho com montagem em prata, datada de 1499, pertencente originalmente ao Grão-duque Ivã III, e um encaixe de ícone, do século XVI, em ouro e decorado com pedras preciosas. Da Catedral do Arcanjo Miguel veio, entre outras coisas, uma colecção de utensílios em ouro, doada à igreja, no final do século XVI por Irene Godunova, viúva do Czar Teodoro I, assim como uma tampa, ornamentada em prata, do relicário do Tsarevich Dmitri Iwanowitsch, filho do Czar Ivã o Terrível, datado de 1630.

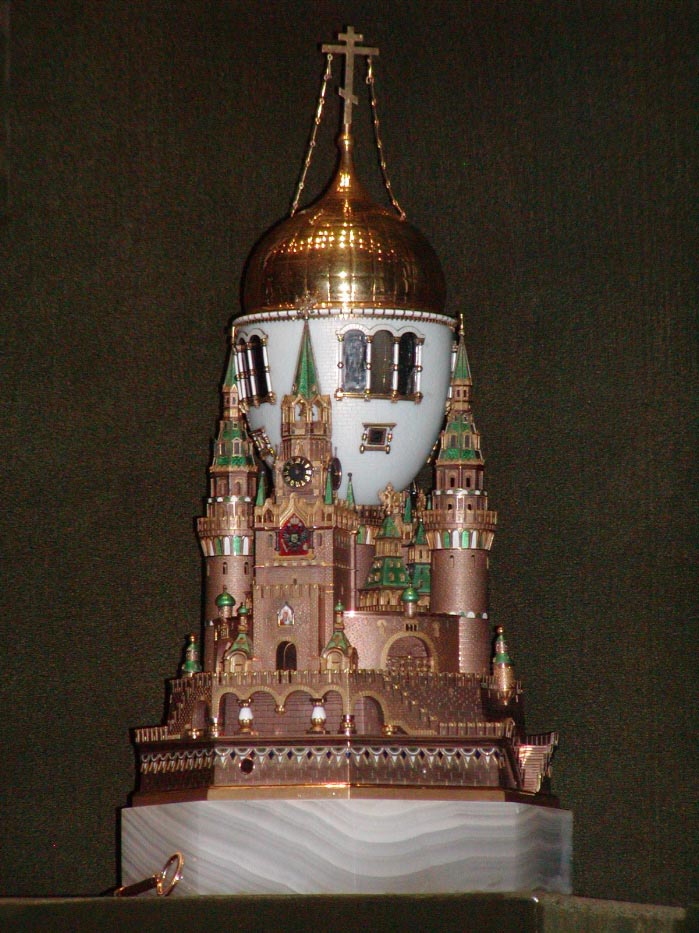
Ovo de Fabergé com um modelo do Kremlin.

Na segunda sala está um grande número de tesouros da Igreja de épocas posteriores (do século XVII ao início do século XX), assim como objectos de artesanato em ouro e prata, do século XVII, vindos de toda a Rússia. Estes incluem, por exemplo, uma colecção de utensílios da sacristia do Mosteiro da Trindade de Sergiyev Posad, um Evangelho único com capa em ouro decorada com pedras preciosas, vindo do Mosteiro Tschudow do Kremlin (destruído em 1929), uma variedade de utensílios vindos de igrejas de outras cidades russas (por exemplo Iaroslavl e Kostroma) ou colecções únicas de peças de mesa dos séculos XVIII e XIX (incluindo peças seiscentistas em  esmalte, vindas da cidade de Solwytschegodsk). Também na segunda sala, estão peças concebidas por bem conhecidos mestres joalheiros dos czares russos, incluindo vários Ovos de Páscoa únicos da Casa Fabergé, produzidas entre o século XVIII e o início do século XX.
O fulcro temático das salas três e quatro do mesmo nível situa-se em volta das armas históricas e equipamento militar, fabricados, outrora, como exemplares de cerimónia e pertencentes aos czares ou a outros monarcas. Assim, na terceira sala pode ver-se um cavaleiro montado, em tamanho real, com armadura de desfile. Uma grande parte das peças expostas diz respeito a armas de fogo, lâminas e armaduras capturadas tanto a países europeus (incluindo bens pessoais do Rei Carlos XII da Suécia capturados na Batalha de Poltava), como no oriente. Na quarta sala encontram-se peças originárias de principados russos e datadas entre o século XIII e o século XVII: armaduras de cerimónia, elmos, escudos e cotas de malha. 
A quinta, e última, sala de exposições do segundo andar é dedicada inteiramente aos objectos de arte aplicada, recebidos, ao longo de vários séculos, como ofertas de governantes estrangeiros à corte dos czares russos. Aqui, as baixelas e os talheres feitos em metais preciosos ocupam um lugar importante: inclui taças de prata fabricadas em Nuremberga nos séculos XVI e XVII; um serviço de porcelana, chamado Olímpia, produzido na Manufacture royale de porcelaine de Sèvres (oferta de Napoleão Bonaparte ao Czar Alexandre I, em 1807, por ocasião da assinatura dos Tratados de Tilsit); luxuosos objectos de uso quotidiano e jóias vindos da França, Inglaterra, Dinamarca, Suécia e de outros países europeus, assim como uma colecção de peças de prata produzidas em Augsburgo nos séculos XVII e XVIII.

### Primeiro andar

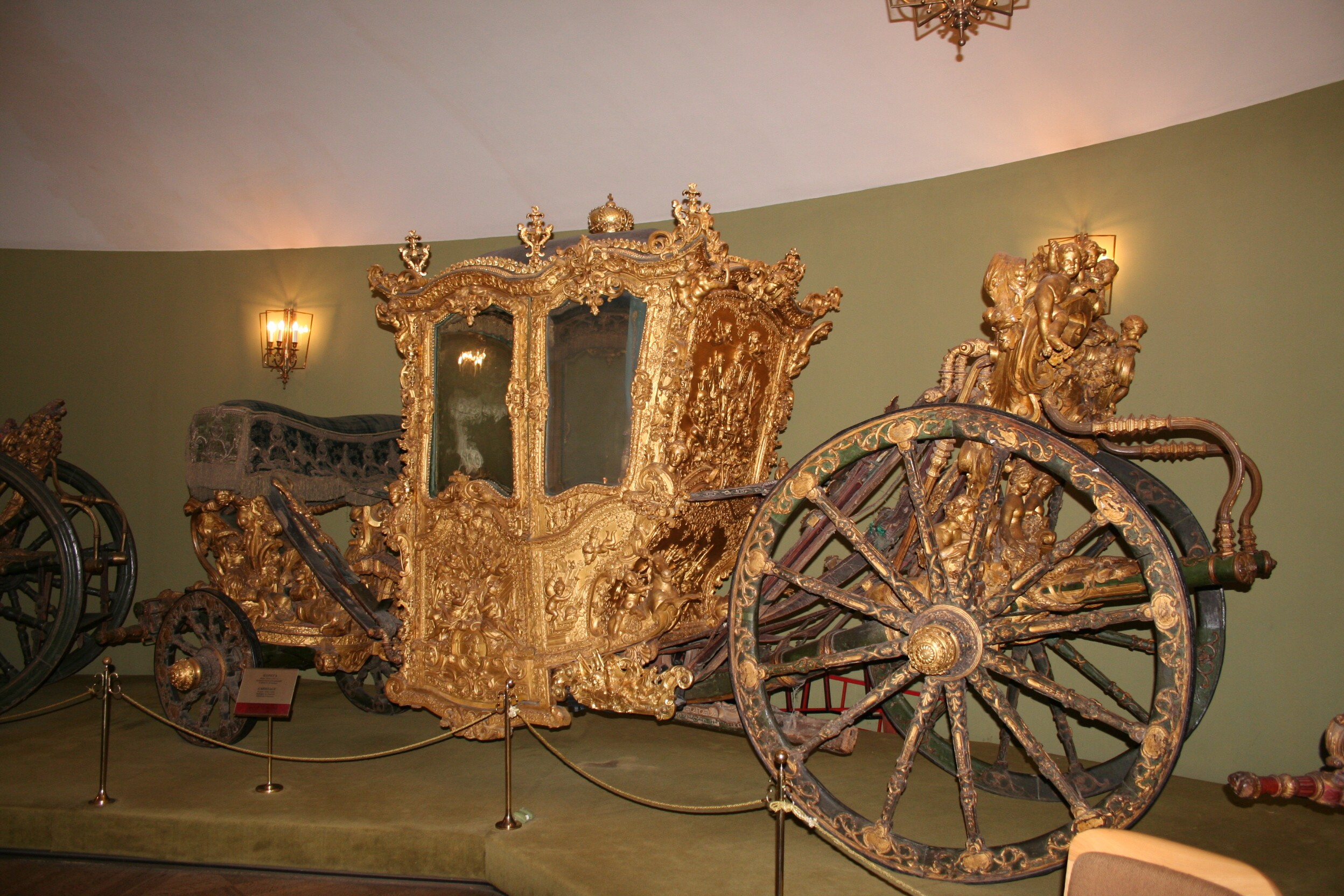
Coche histórico.

A área de exposição do primeiro andar está dividida por quatro salas. A primeira delas pode ser alcançada através duma escadaria a partir do átrio de entrada. Aqui encontram-se obras primas dos bordados manufacturados russos, onde se incluem trajes de desfile representativos dos príncipes, czares, imperadores e líderes da Igreja russos. Podem ver-se, por exemplo, mitras e vestes dos patriarcas (sakkos, conservadas originalmente na sacristia do Palácio dos Patriarcas – só o Patriarca Nikon, responsável pelo nascimento daquele palácio, teve cerca de 100 destas peças durante o seu patriarcado. A grande vitrina no meio da sala mostra peças de vestuário de representação pertencentes aos imperadores russos e datadas desde o século XVIII: entre estas, encontram-se peças de vestuário de representação usadas pelas czarinas Ana da Rússia, Isabel da Rússia e Catarina, a Grande, nas respectivas cerimónias de coroação.

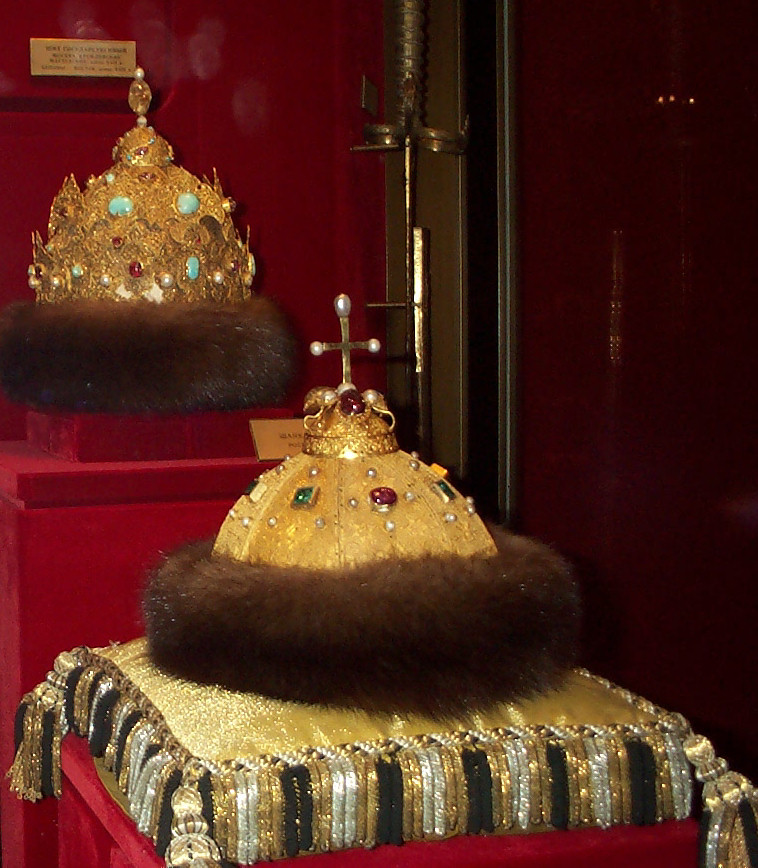
Gorro de.

Algumas das mais famosas peças em exibição no Palácio do Arsenal estão incluídas na segunda sala do primeiro andar: estão aqui os regalia estatais exibidos pela corte dos czares russos, entre os quais também se encontram alguns também utilizados nas cerimónias de coroação. Um desses objectos é o chamado Gorro de Vladimir II Monômaco, uma coroa, datada do século XIV, feita de ouro, pedras preciosas e pele de zibelina que foi usada por todos os grão-príncipes de Moscovo e czares russos até Pedro, o Grande. Além disso, podem ser vistos vários tronos originais de monarcas russos, incluindo o trono de Ivã o Terrível, produzido no século XIV com painéis de marfim, assim como um outro trono duplo do século XVII, amplamente ornamentado com prata, destinado a ambos os tsareviches, Ivã e Pedro.
Segue-se uma pequena sala, cujas peças em exposição incluem equipamentos para cavalos e cavaleiros fabricados nas oficinas para a corte dos czares.
Finalmente, chega-se à sala das equipagens, onde se encontra mais de uma dúzia de antigas carruagens originais dos czares, datadas dos séculos XVII e XVIII. Além duma série de coches de desfile russos pertencentes às czarinas Ana, Isabel e Catarina II (incluindo um coche deslizante para o Inverno), pode ver-se ali uma carruagem de desfile produzida em Inglaterra, a qual foi oferecida pelo Rei Jaime VI da Escócia e I de Inglaterra ao Czar Boris Godunov, em 1603.

### Fundo dos Diamantes

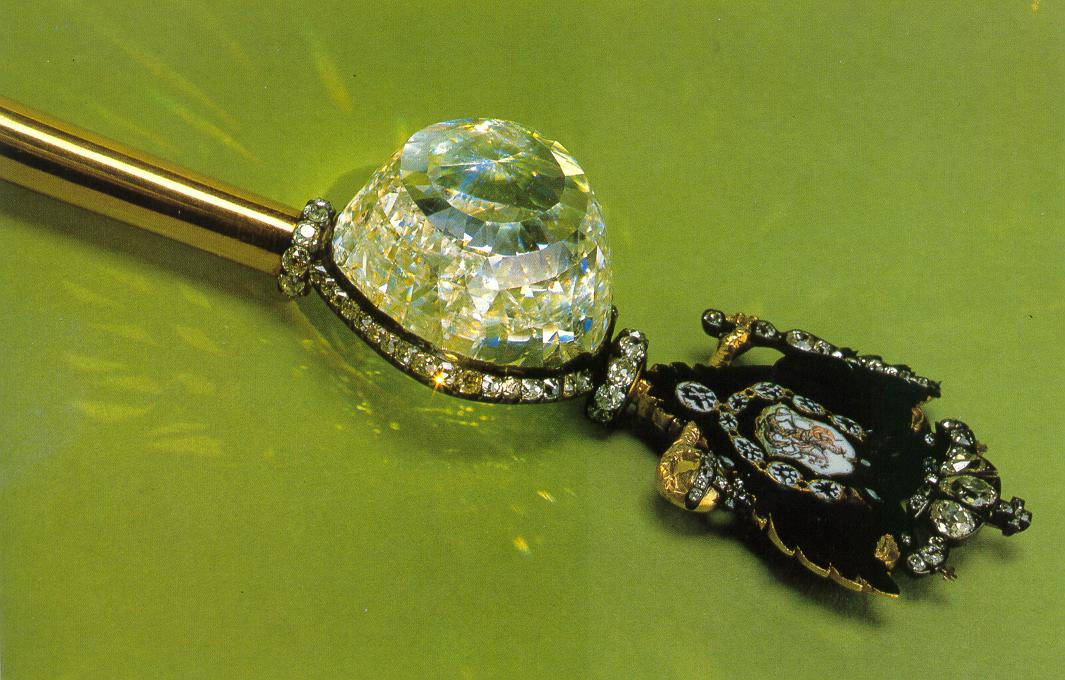
Diamante Orloff.

Em 1967, foi criada no Palácio do Arsenal a exposição permanente da colecção do chamado Fundo dos Diamantes (em russo: Алмазный фонд). O fundo consiste num departamento do chamado Gochran constituído em 1922, uma autoridade criada no início da época soviética com o fim de apreender e armazenar gemas particularmente valiosas, barras de metais preciosos, jóias e outros tesouros antigamente pertencentes à corte dos czares e à nobreza. No acervo do Fundo dos Dimantes estão, especialmente, tesouros transferidos das confiscações aos czares. Actualmente, o Fundo dos Diamantes está a cargo do Ministério das Finanças. A exposição estabelecida no Palácio do Arsenal está localizada no piso superior do edifício. Para visitar esta exposição é necessário adquirir um bilhete adicional. A presença inesperada de máquinas fotográficas, câmaras de vídeo ou outros dispositivos semelhantes é proibida na sala de exposições, sendo controlada pela presença duma barreira de segurança adicional à entrada.

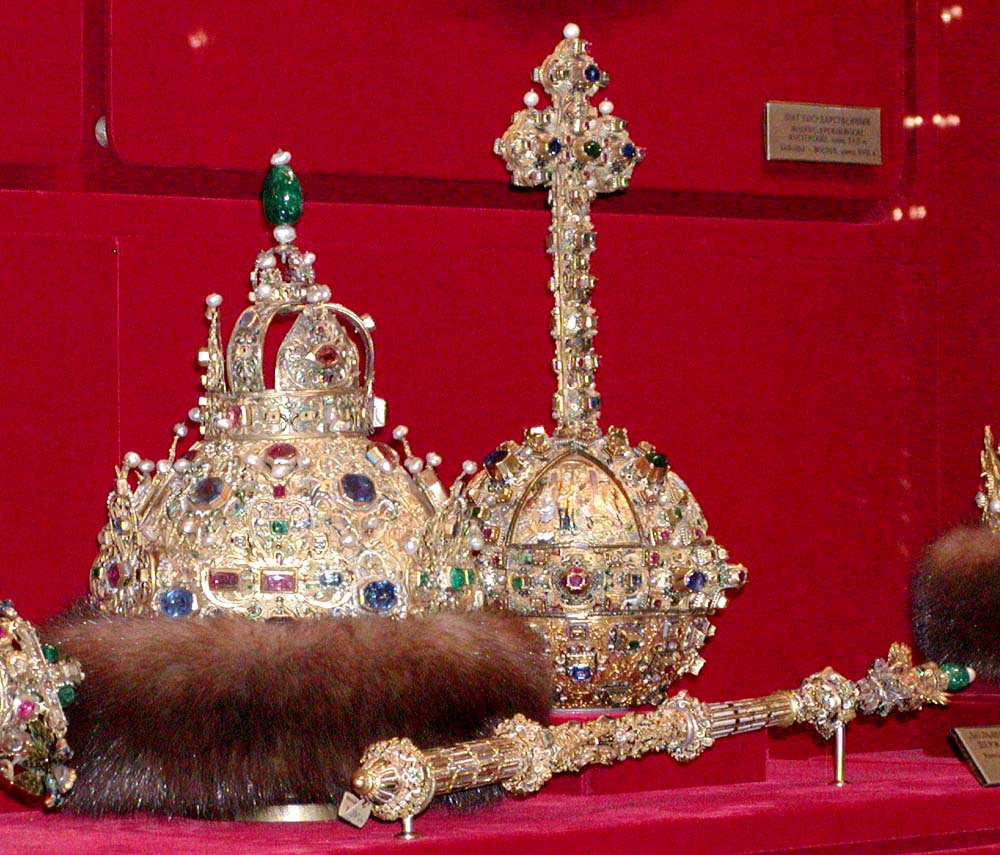
Regalia imperiais da Rússia.

Como o nome sugere, muitas das peças expostas são diamantes lapidados ou produtos derivados dos mesmos. Também estão aqui os regalia dos czares usados oficialmente até ao final do Império Russo, entre os quais está a coroa coberta de diamantes, datada de 1762, assim como um ceptro, datado da década de 1770, no qual está en-castrado o Diamante Orloff, de 189,6 quilates. Também está aqui presente uma outra pedra única, com um peso de 88,7 quilates, o chamado Diamante Xá: esta gema, pertencente aos Xás da Pérsia no século XVIII, foi oferecida ao Czar Nicolau I em 1829. O Xá pretendeu reparar desta forma o assassinato, em Teerão, do embaixador russo e renomeado compositor Alexandr Griboiedov. Também fazem parte da colecção do Fundo dos Dimantes, exposta no Palácio do Arsenal, alguns exemplares de diamantes particularmente grandes - alguns com mais de 300 quilates - encontrados na oriental república siberiana da Iacútia.
Entre as peças mais marcantes do Fundo dos Diamantes, podem citar-se as jóias pertencentes à corte dos czares, várias das quais estão decoradas com grandes diamantes e outras pedras preciosas raras, e uma colecção de pepitas encontradas na Rússia - incluindo uma pepita de ouro, encontrada em 1842 na região dos Urais, com um peso de 36 kg, várias pepitas de ouro da Sibéria e uma pepita de platina dos Urais, extremamente rara, com um peso de 8 kg.

## Literatura
- A.J.Kiselëv (Hrsg.): Moskva. Kremlʹ i Krasnaja Ploščadʹ. AST / Astrel, Moskau 2006, ISBN 5-17034-875-4, S. 169–179